# Glyphodes xanthonota
Glyphodes xanthonota is een vlinder uit de familie van de grasmotten (Crambidae), uit de onderfamilie van de Spilomelinae. De wetenschappelijke naam van deze soort is voor het eerst voorgesteld als Margaronia xanthonota door Edward Meyrick in een publicatie uit 1936.
De soort komt voor in Congo-Kinshasa en Rwanda.